# Francisco Medina Ramírez
Francisco Medina Ramírez OCD (* 12. Oktober 1922; † 13. Oktober 1988) war ein mexikanischer Ordensgeistlicher und römisch-katholischer Prälat in El Salto.

## Leben
Francisco Medina Ramírez trat der Ordensgemeinschaft der Unbeschuhten Karmeliten bei und empfing am 17. August 1947 das Sakrament der Priesterweihe.
Am 7. Dezember 1973 ernannte ihn Papst Paul VI. zum Titularbischof von Sesta und bestellte ihn zum Prälaten von El Salto. Der Erzbischof von Durango, Antonio López Aviña, spendete ihm am 9. März 1974 die Bischofsweihe; Mitkonsekratoren waren der Bischof von Torreón, Fernando Romo Gutiérrez, und der Bischof von Mazatlán, Miguel García Franco. Am 15. Februar 1978 trat Francisco Medina Ramírez als Titularbischof von Sesta zurück.